# Necker

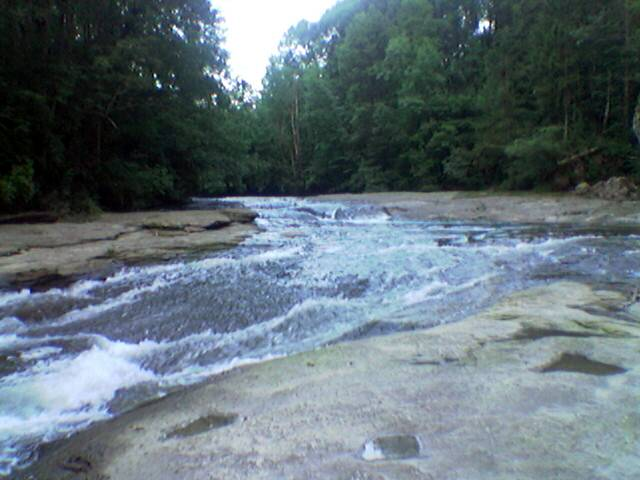
Necker vid Oberhelfenschwil.

Necker är en drygt 3 mil lång flod i Föralperna i Schweiz, som är biflöde till Thur och som i sin tur mynnar ut i Rhen.